# Diada del Soldat Català
La Diada del Soldat Català o Dia del Combatent Català és una jornada commemorativa en record dels lluitadors catalans que al llarg de la història han defensat el país. Se celebra el 26 de gener per a commemorar la mort de Martí Marcó, militant de Terra Lliure, l'any 1979 per part de la policia espanyola. La diada va ser impulsada pel Moviment Català d'Alliberament Nacional els anys 1980. El Partit Socialista d'Alliberament Nacional ha estat l'organització que històricament l'ha reivindicada més. Posteriorment també ho han fet altres organitzacions independentistes. La data també coincideix amb la Batalla de Montjuïc de l'any 1641 en el marc de la Guerra dels Segadors (1640-1652), i amb l'entrada de les tropes franquistes a Barcelona l'any 1939.